# Association sportive de Strasbourg
L'Association sportive de Strasbourg est un club omnisports français basé dans la ville de Strasbourg. Créé comme un club de football sous le nom de Straßburger Fussball Club, en 1890, il devient peu à peu un club omnisports.

## Sections

### Sections actuelles
- Athlétisme
- Basket-ball - voir article sur la section
- Football - voir article sur la section
- Touch Rugby

### Anciennes sections
- Handball - L'équipe masculine est championne de France de handball à onze en 1958[1] et 1959[2] et championne de France Honneur (3e division) de handball à sept en 1959[2]